# عائلة روبنسون السويسرية
عائلة روبينسون السويسرية رواية سويسرية من تأليف الكاتب والفيلسوف السويسري جوهان رودولف ويس الرواية تحاكي رائعة دانيال ديفو :روبنسون كروزو.

## ملامح الرواية
تتحدث الرواية عن مغامرات أسرة لجأت إلى البر من سفينة تحطمت ثم غرقت. وهذه الرواية، وإن كانت تحاكي رائعة دانيال ديفو :روبينسون كروزو", فهي أهل للتقدير بما تتمتع به من ميزات مستقلة، نشرت لأول مرة عائلة روبنسون السويسرية في عام 1812م وترجمت إلى اللغة الإنكليزية بعد ذلك بعامين. أصبحت في عام واحد من الكتب الأكثر شعبية في كل العصور..ترجم هذا العمل الأدبي المميز إلى عدة لغات، وأصبح من أشهر قصص الأطفال الكلاسيكية.

## في الاعلام
- مسلسل فلونة

## روابط خارجية
- عائلة روبنسون السويسرية على موقع الموسوعة البريطانية (الإنجليزية)